# Вонсон
Вонсон (Погоня відмінна II, Здажбог (Здажбуґ), пол. Pogonia Odmienna II, Zdarzbóg) – шляхетський герб з нобілітації, різновид герба Погоня Польська.

## Опис герба
Опис згідно з класичними правилами бланзування:
У полі, розділеному навскіс ліворуч на срібну та червону половини, рука у срібних латах з мечем із срібним лезом і золотим руків'ям.
Безпосередньо на шоломі, без корони, клейнод - три срібні пера орла.
Намет червоний, підбитий сріблом.
За словами Віктора Віттиґа, в клейноді мають бути не пера, а колосся.

## Найбільш ранні згадки
Нобілітація Яна Вонсона з синами - Еразмом, Яном, Якубом, Марціном, Станіславом і Себастьяном з 21 квітня 1543.

## Рід
Вонсон (Wonson).